# Котельников, Михаил Иванович
Михаил Иванович Котельников — советский хозяйственный, государственный и политический деятель, Герой Социалистического Труда.

## Биография
Родился в 1931 году в селе Верхняя Смородина. Член КПСС.
С 1948 года — на хозяйственной, общественной и политической работе. В 1948—1991 гг. — строитель, каменщик, бригадир каменщиков строительно-монтажного управления № 4 треста «Курскпромстрой» Курской области.
Указом Президиума Верховного Совета СССР от 11 августа 1966 года присвоено звание Героя Социалистического Труда с вручением ордена Ленина и золотой медали «Серп и Молот».
Избирался депутатом Верховного Совета РСФСР 7-го созыва.
Умер после 1991 года.